# Jeff Ulmer
Jeffrey Ulmer, född 27 april 1977 i Regina, Saskatchewan, är en kanadensisk före detta professionell ishockeyspelare. Under sin seniorkarriär spelade Ulmer för över 20 olika klubbar mellan 2000 och 2018. Ulmer gjorde debut i NHL för New York Rangers 2001. Totalt spelade han 21 NHL-matcher där han noterades för tre mål. Under fyra säsonger i Nordamerika, representerade Ulmer också Houston Aeros i IHL, samt Hartford Wolf Pack, Grand Rapids Griffins och Binghamton Senators i AHL.
Därefter flyttade han till Europa för spel med brittiska Cardiff Devils i EIHL och finska Lukko i Liiga. Efter en sista säsong i Nordamerika, med Hershey Bears i AHL, tillbringade Ulmer resten av karriären i Europa. I tyska DEL representerade han Hamburg Freezers, Frankfurt Lions och Düsseldorfer EG. Säsongen 2009/10 vann han poängligan i DEL (74). I KHL spelade han för HK Dinamo Minsk och Metallurg Novokuznetsk, i Schweiz spelade han med Fribourg-Gottéron och HC Lausanne. I norden spelade han också för Modo Hockey och Linköping HC (Sverige), Tappara (Finland), samt Frederikshavn White Hawks (Danmark). I slutet av karriären tillbringade han tre säsonger i Österrikiska ishockeyligan: en halv säsong med HDD Olimpija Ljubljana och två och en halv för HC TWK Innsbruck. Han spelade också för Braehead Clan i EIHL innan han avslutade karriären säsongen 2017/18 med EHC Lustenau i Alps Hockey League.

## Karriär
Efter att ha spelat universitetsishockey i North Dakota under fyra säsonger gjorde Ulmer debut i IHL med Houston Aeros 2000. Han skrev avtal med klubben den 30 mars samma år och gjorde sammanlagt sju poäng på 16 matcher för Aeros. Inför säsongen 2000/01 skrev Ulmer den 27 juli på ett kontrakt för New York Rangers i NHL. Ulmer tillbringade den större delen av säsongen med Rangers farmarklubb Hartford Wolf Pack i AHL. Han gjorde NHL-debut den 31 januari 2001 i en 2–4-seger mot Montreal Canadiens. I sin andra match, den 6 februari samma år, gjorde han sitt första NHL-mål, på Dominik Hašek, i en 6–3-förlust mot Buffalo Sabres. Totalt spelade han 21 matcher för Rangers under säsongens gång och noterades för tre mål.
Den 29 juni 2001 blev Ulmer bortbytt till Ottawa Senators tillsammans med Jason Doig mot Sean Gagnon. Under de två nästkommande säsongerna misslyckades Ulmer att ta en plats i Senators NHL-trupp och skickades därför till klubbens farmarlag, Grand Rapids Griffins och Binghamton Senators i AHL. Efter fyra säsonger som proffs, lämnade Ulmer Nordamerika för spel i Europa. Som free agent skrev han den 10 oktober 2003 på för den brittiska klubben Cardiff Devils i EIHL. Ulmer hade ett snitt på två poäng per match i Devils och gjorde nio mål och nio assist på nio matcher för klubben. Månaden därpå, den 11 november, lämnade han klubben då han skrivit ett avtal med den finska klubben Lukko i Liiga.
Ulmer återvände sedan till Nordamerika och skrev på för Colorado Avalanche den 10 juni 2004. NHL-säsongen ställdes dock in på grund av lockout och Ulmer tillbringade hela säsongen i AHL med Avalanches farmarklubb Hershey Bears. I Bears utsågs Ulmer till en av de assisterande lagkaptenerna och gjorde sin bästa säsong i AHL – på 80 grundseriematcher noterades han för 51 poäng (22 mål, 29 assist). Detta kom att bli Ulmers sista säsong i Nordamerika. Den 6 september 2005 lämnade han för spel i den tyska ligan, DEL, med Hamburg Freezers. Totalt sett var Ulmer lagets främste målskytt under säsongen med 25 mål på 57 matcher. Säsongen därpå anslöt han till seriekonkurrenten Frankfurt Lions och tangerade sin poängskörd i grundserien från föregående säsong (38). Efter två säsonger i DEL och två säsonger med Lions, lämnade Ulmer Tyskland för spel i KHL med HK Dinamo Minsk. Han gjorde KHL-debut den 2 september 2008 i en 4–5-seger mot Metallurg Novokuznetsk. I sin andra match, dagen därpå, gjorde han sitt första mål i KHL, på Sergej Bobrovskij, i ett returmöte mot Novokuznetsk där Minsk föll med 5–2. Efter tre poäng på 13 matcher lämnade Ulmer laget då han skrivit ett korttidskontrakt med Fribourg-Gottéron i Nationalliga A.

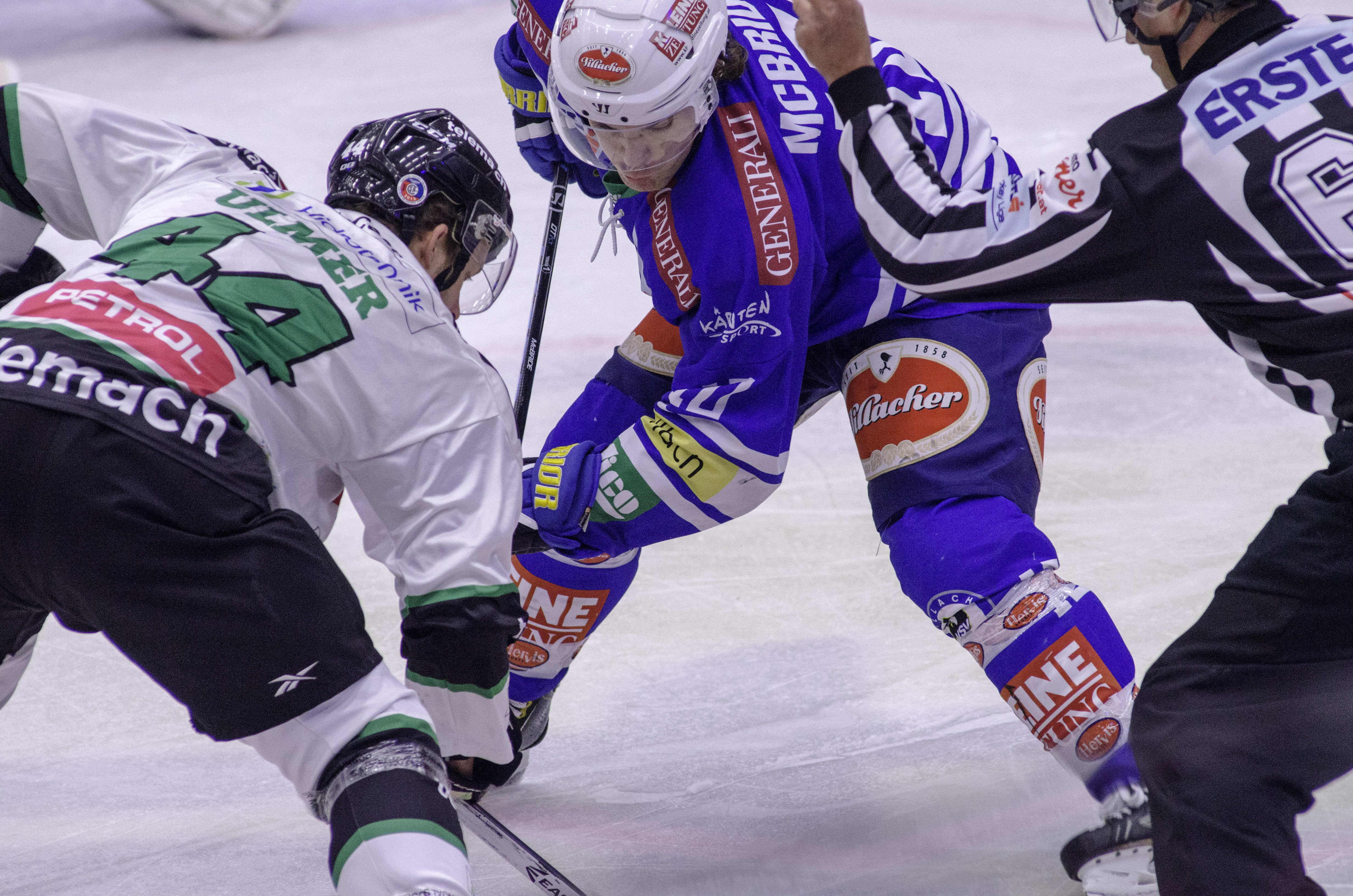
Ulmer (t.v.) med HDD Olimpija Ljubljana 2013.

Då avtalet avslutats, värvades Ulmer av Modo Hockey i Elitserien den 24 november 2008. Ulmer gjorde sedan debut i Elitserien den 4 december samma år i en 6–1-förlust mot Frölunda HC. I sin andra match i Modo gjorde han sitt första Elitseriemål – och sitt första hat trick i serien – i en 4–5-seger mot Skellefteå AIK. Modo missade SM-slutspelet och Ulmer lämnade sedan laget för att återvända till Tyskland. Han spelade åter för Frankfurt Lions och vann poängligan i grundserien med 74 poäng på 56 matcher (37 mål, 37 assist). Trots att Lions slutade tvåa i grundserien, slogs laget ut av tabellsjuan ERC Ingolstadt i kvartsfinal med 3–1 i matchserien. Ulmer lämnade efter säsongen klubben och den 19 juli 2010 meddelade den ryska klubben Metallurg Novokuznetsk i KHL att man skrivit ett avtal med honom. Novokuznetsk bröt avtalet med Ulmer i december 2010. Han hade då producerat tre poäng på 24 matcher. Den 6 december 2010 bekräftade Linköping HC att man skrivit ett avtal med Ulmer för resten av säsongen.
Då avtalet med Linköping gått ut återvände Ulmer till DEL för sin tredje tyska klubb, Düsseldorfer EG. Detta kom att bli Ulmer sista säsong i Tyskland. Säsongen därpå gick han kontraktslös fram till januari 2013, då han skrev ett try out-kontrakt med finska Tappara. Trots att han stod för fem poäng på sex matcher under en tvåveckorsperiod, fick han lämna laget. Han avslutade säsongen i schweiziska NLB där han på tio för HC Lausanne noterades för åtta poäng (fem mål, tre assist).
De tre nästkommande säsongerna tillbringade Ulmer i den Österrikiska ishockeyligan. I augusti 2013 meddelade HDD Olimpija Ljubljana att man skrivit ett ettårskontrakt med honom. I slutet av november samma år bröts klubben avtalet med Ulmer. Drygt en vecka senare presenterade seriekonkurrenten HC TWK Innsbruck Ulmer som ett nyförvärv. Ulmer förlängde sedan avtalet med Innsbruck och vann den efterföljande säsongen lagets interna poängliga. Under sin tredje säsong i klubben blev han utsedd till en av de assisterande lagkaptenerna. På två och en halv säsonger i laget noterades Ulmer för 99 poäng fördelat på 56 mål och 43 assist. Säsongen 2016/17 påbörjade Ulmer med Braehead Clan i EIHL. Efter endast sex matcher lämnade han laget för att istället representera danska Frederikshavn White Hawks i Metal Ligaen. Med White Hawks tog Ulmer ett danskt brons. Efter ytterligare en säsong, med EHC Lustenau i Alps Hockey League, meddelade Ulmer den 17 juni 2018 att han avslutat ishockeykarriären.

## Statistik
| 1999–00    | Houston Aeros             | IHL          | 5   | 1   | 0   | 1   | 0   | 11 | 2  | 4  | 6  | 6  |
| 2000–01    | New York Rangers          | NHL          | 21  | 3   | 0   | 3   | 8   | —  | —  | —  | —  | —  |
| 2000–01    | Hartford Wolf Pack        | AHL          | 48  | 11  | 14  | 25  | 34  | —  | —  | —  | —  | —  |
| 2001–02    | Grand Rapids Griffins     | AHL          | 73  | 9   | 17  | 26  | 65  | 5  | 0  | 1  | 1  | 11 |
| 2002–03    | Binghamton Senators       | AHL          | 57  | 8   | 12  | 20  | 40  | 13 | 0  | 1  | 1  | 30 |
| 2003–04    | Cardiff Devils            | EIHL         | 9   | 9   | 9   | 18  | 6   | —  | —  | —  | —  | —  |
| 2003–04    | Lukko                     | Liiga        | 34  | 13  | 8   | 21  | 67  | 4  | 0  | 0  | 0  | 2  |
| 2004–05    | Hershey Bears             | AHL          | 80  | 22  | 29  | 51  | 47  | —  | —  | —  | —  | —  |
| 2005–06    | Hamburg Freezers          | DEL          | 51  | 23  | 15  | 38  | 73  | 6  | 2  | 4  | 6  | 18 |
| 2006–07    | Frankfurt Lions           | DEL          | 52  | 22  | 16  | 38  | 42  | —  | —  | —  | —  | —  |
| 2007–08    | Frankfurt Lions           | DEL          | 55  | 20  | 33  | 53  | 65  | 12 | 4  | 6  | 10 | 14 |
| 2008–09    | HK Dinamo Minsk           | KHL          | 13  | 2   | 1   | 3   | 8   | —  | —  | —  | —  | —  |
| 2008–09    | Fribourg-Gottéron         | NLA          | 12  | 1   | 3   | 4   | 2   | —  | —  | —  | —  | —  |
| 2008–09    | Modo Hockey               | Elitserien   | 27  | 8   | 7   | 15  | 45  | —  | —  | —  | —  | —  |
| 2009–10    | Frankfurt Lions           | DEL          | 56  | 37  | 37  | 74  | 22  | 4  | 2  | 0  | 2  | 2  |
| 2010–11    | Metallurg Novokuznetsk    | KHL          | 24  | 2   | 1   | 3   | 15  | —  | —  | —  | —  | —  |
| 2010–11    | Linköping HC              | Elitserien   | 29  | 6   | 3   | 9   | 6   | 6  | 0  | 0  | 0  | 0  |
| 2011–12    | Düsseldorfer EG           | DEL          | 52  | 12  | 20  | 32  | 32  | 7  | 2  | 2  | 4  | 10 |
| 2012–13    | Tappara                   | Liiga        | 6   | 2   | 3   | 5   | 4   | —  | —  | —  | —  | —  |
| 2012–13    | HC Lausanne               | NLB          | 2   | 1   | 0   | 1   | 2   | 8  | 4  | 3  | 7  | 4  |
| 2013–14    | HDD Olimpija Ljubljana    | EBEL         | 27  | 9   | 14  | 23  | 10  | —  | —  | —  | —  | —  |
| 2013–14    | HC TWK Innsbruck          | EBEL         | 26  | 13  | 7   | 20  | 14  | —  | —  | —  | —  | —  |
| 2014–15    | HC TWK Innsbruck          | EBEL         | 54  | 22  | 20  | 42  | 40  | —  | —  | —  | —  | —  |
| 2015–16    | HC TWK Innsbruck          | EBEL         | 54  | 21  | 16  | 37  | 38  | —  | —  | —  | —  | —  |
| 2016–17    | Braehead Clan             | EIHL         | 6   | 1   | 4   | 5   | 0   | —  | —  | —  | —  | —  |
| 2016–17    | Frederikshavn White Hawks | Metal Ligaen | 34  | 15  | 14  | 29  | 14  | 15 | 5  | 6  | 11 | 12 |
| 2017–18    | EHC Lustenau              | AlpsHL       | 27  | 14  | 19  | 33  | 12  | —  | —  | —  | —  | —  |
| DEL totalt | DEL totalt                | DEL totalt   | 266 | 114 | 121 | 235 | 234 | 37 | 13 | 14 | 27 | 58 |
| AHL totalt | AHL totalt                | AHL totalt   | 258 | 50  | 72  | 122 | 186 | 18 | 0  | 2  | 2  | 41 |